# Мігель Терехов
Мігель Терехов (ісп. Miguel Terekhov; 22 серпня 1928, Монтевідео, Уругвай — 3 січня 2012, Річардсон, Техас) — уругвайсько-американський артист та інструктор балету. Терехов з дружиною Івонн Шуто заснували Школу танцю в Університеті Оклахоми в 1961 році.

## Біографія
Мігель Терехов народився 22 серпня 1928 року в Монтевідео, Уругвай. Його мати, Антонія Родрігес, була індіанкою Чарруа. Його батько, Михайло Терехов, колишній танцюрист, іммігрував в Уругвай з України. У віці восьми років Мігель Терехов знав, що хоче виступати. Він запитав у батька, чи може брати уроки балету і дізнався, що його батько був професійним артистом балету. Батько Мігеля вчив його основам балетного танцю, поки той не почав тренуватися у танцівниці, яка була в компанії Дягілєва. Незабаром після того, як він почав танцювати, його взяли до Національного балету Уругваю.

## Початок кар'єри
У 1942 р. балет полковника де Базіля приїхав до Уругваю і потребував танцюристів-чоловіків під час сезону гастролей у Південній Америці, тому Мігель Терехов приєднався до компанії в 14 років. Він так і не закінчив середньої школи. У 14 років він не знав, як доглядати за собою, тому режисер Серж Григор'єв став для нього як батько. Перший рік «Руських балетів» він відчував, ніби був частиною історії, перед ним виступали такі відомі танцюристи, як Мішель Фокін, Леонід Массін та Анна Павлова. Мігель пробув у балетних русах 5 років. Його час у компанії закінчився в 1947 році, коли вони закінчили американський відрізок свого туру і планували перебратися в Європу. Багато членів компанії вирішили залишитися в Сполучених Штатах і розірвати контракти з «Балетними русами». Багато основних танцюристів пішли, тому він повернувся додому в Монтевідео на два роки та танцював з компанією в Буенос-Айресі, Аргентина.

## Балет «Рус де Монте-Карло»
У 1954 році Терехов приєднався до балету «Рус де Монте-Карло». Його друг Віктор Морено познайомив його з директором компанії Сергієм Денхемом. Вони домовились, що Терехов приєднається до компанії на 1 рік. Терехов познайомився зі своєю дружиною Івонн Шуто, коли приєднався до компанії. Шото була приблизно одного віку з Тереховим, коли він приєднався до «Балет-Рус». Коли він вирішив, що хоче одружитися з Шуто, йому довелося попросити дозволу Олександри Данілової, наставниці Шуто. Коли однієї ночі всі їхали з репетиції, і Данилова сказала: «Мігель, я чую, ти хочеш одружитися з моєю Івонною», на що він відповів «так». Данилова сказала: «ми повинні про це поговорити». Вони обоє залишили балет «Рус де Монте-Карло» після народження першої дочки Крістіни.

## Кар'єра
Пара вирішила, що не зможе повернутися до гастрольного життя, яке вимагає «Балет-Рус де Монте-Карло», тому Терехов пройшов прослуховування на Бродвеї, але йому відмовили, оскільки він танцював, як артист балету. Тож пара вирішила поїхати до Південної Америки, щоб побачити його сім'ю та познайомити з онуком. Під час відвідування Південної Америки у них народилася друга дитина Елізабет, яка згодом змінила своє ім'я на Тоні на честь своєї бабусі. Через рік у Монтевідео подружжя поїхало відвідати родину Шуто в Оклахомі в 1961 р. Перебуваючи там, президент Університету Оклахоми запитав, чи будуть Терехов і Шуто давати уроки балету. Потім Терехов розробив навчальну програму для танцю в університеті і був головою кафедри. В Університеті Оклахоми Терехов і Шато мали власну компанію, представляли постановки і самі там танцювали.
Терехов помер у Річардсоні, штат Техас від ускладнень від фіброзу легенів 3 січня 2012 року у віці 83.

## Виконані ролі
Серед виконаних Мігелем ролей найяскравіші наступні:
- Шах у Шагразаді[3]
- Батько у Блудному сині
- Генерал на Випускному балі
- Доктор Коппеліус, ексцентричний винахідник, Коппелія
- Злий геній у Лебединому озері